# Scopula falsificata
Scopula falsificata är en fjärilsart som beskrevs av Louis Beethoven Prout 1934. Scopula falsificata ingår i släktet Scopula och familjen mätare. Inga underarter finns listade.